# Temple de Putuo Zongcheng
Le temple de Putuo Zongcheng (chinois : 普陀宗乘之庙 ; pinyin : Pǔtuó Zōngchéng zhīmiào ; tibétain : གྲུ་འཛིན་་་བསྟན་པའི་རྩ་བའི་ལྷ་ཁང༌།, pinyin tibétain : Chunzin Dainbaiza Pailhakang) de Chengde, dans la province du Hebei, en Chine est un temple de l'école gelug du bouddhisme tibétain, construit entre 1767 et 1771, sous le règne de l'empereur Qianlong (1735-1796) de la  la dynastie Qing. Il est voisin de la Résidence de montagne de Chengde, qui s'étend au sud. Avec l'également célèbre temple de Puning, c'est l'un des huit temples extérieurs de Chengde.

## Description
Il a été bâti sur le modèle du palais du Potala, l'ancien sanctuaire des dalaï-lamas édifié un siècle plus tôt, au Tibet. Aussi le temple de Putuo Zongcheng a-t-il été surnommé le « Petit Potala ». Il présente une architecture mélangeant style chinois et style tibétain. Le temple s'étend sur 220 000 mètres carrés, ce qui en fait l'un des plus grands de Chine. Plusieurs de ses salles et pavillons sont couverts de tuiles d'or ou de cuivre, ce qui ajoute à la splendeur de l'ensemble. Le Dahongtai ( 大红台, « grand socle (ou plateforme) rouge »), la principale construction, est une réduction du pavillon central du palais du Potala. 
Le bâtiment rouge domine l'aire du temple, mais la façade est un mur aveugle.

## Histoire
le temple de Putuo Zongcheng, est construit entre 1767 et 1771, reproduction réduite à 1/3 du Potala de Lhassa, édifié pour commémorer les visites des Mongols, lors du soixantième anniversaire de Qianlong, et du quatre-vingtième de sa mère. La fin de sa construction coïncide avec le retour des Torghuts (mongols kalmouks) du Nord de la mer Caspienne (Empire russe), venu demander la protection de l'empereur Qianlong.
En dehors de ses fonctions religieuses et festives, le Temple de Putuo Zongcheng était également un des endroits où l'empereur recevait les délégations des différentes ethnies de l'empire quand il résidait à Chengde, retraite paisible, par rapport à l'animation de la capitale Pékin, entourée de chasses destinées à l'empereur et ses hôtes.
Depuis 1994, la résidence de montagne de Chengde et les Huit Temples extérieurs (dont le temple de Putuo Zongcheng) figurent sur la liste du patrimoine mondial de l'UNESCO. Le temple de Putuo Zongcheng est un lieu touristique et le siège de festivités locales. Les moines bouddhistes résident au Temple de Puning, où le culte a été restauré.

## Galerie d'images

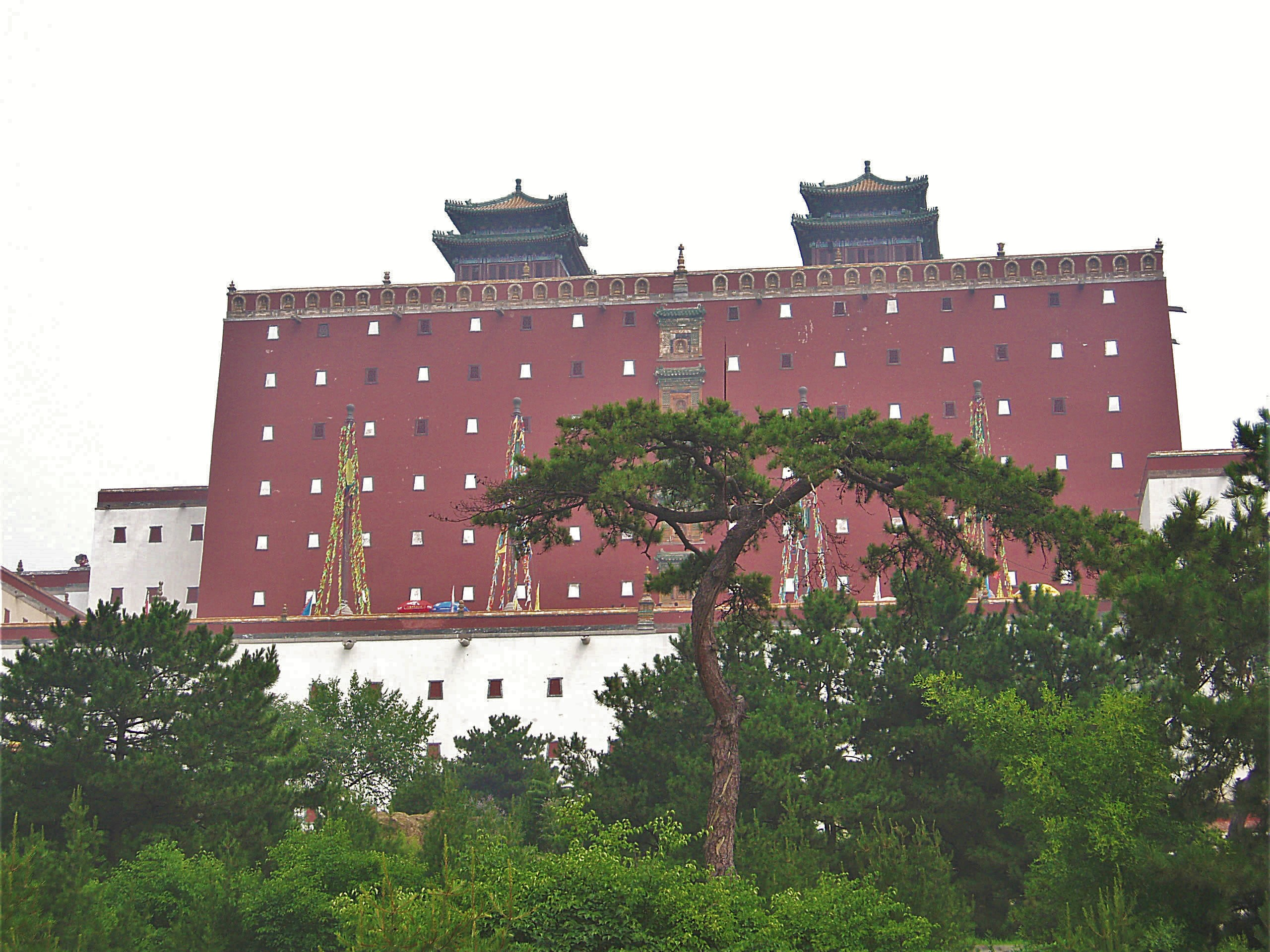
Pavillon central Dahongtai
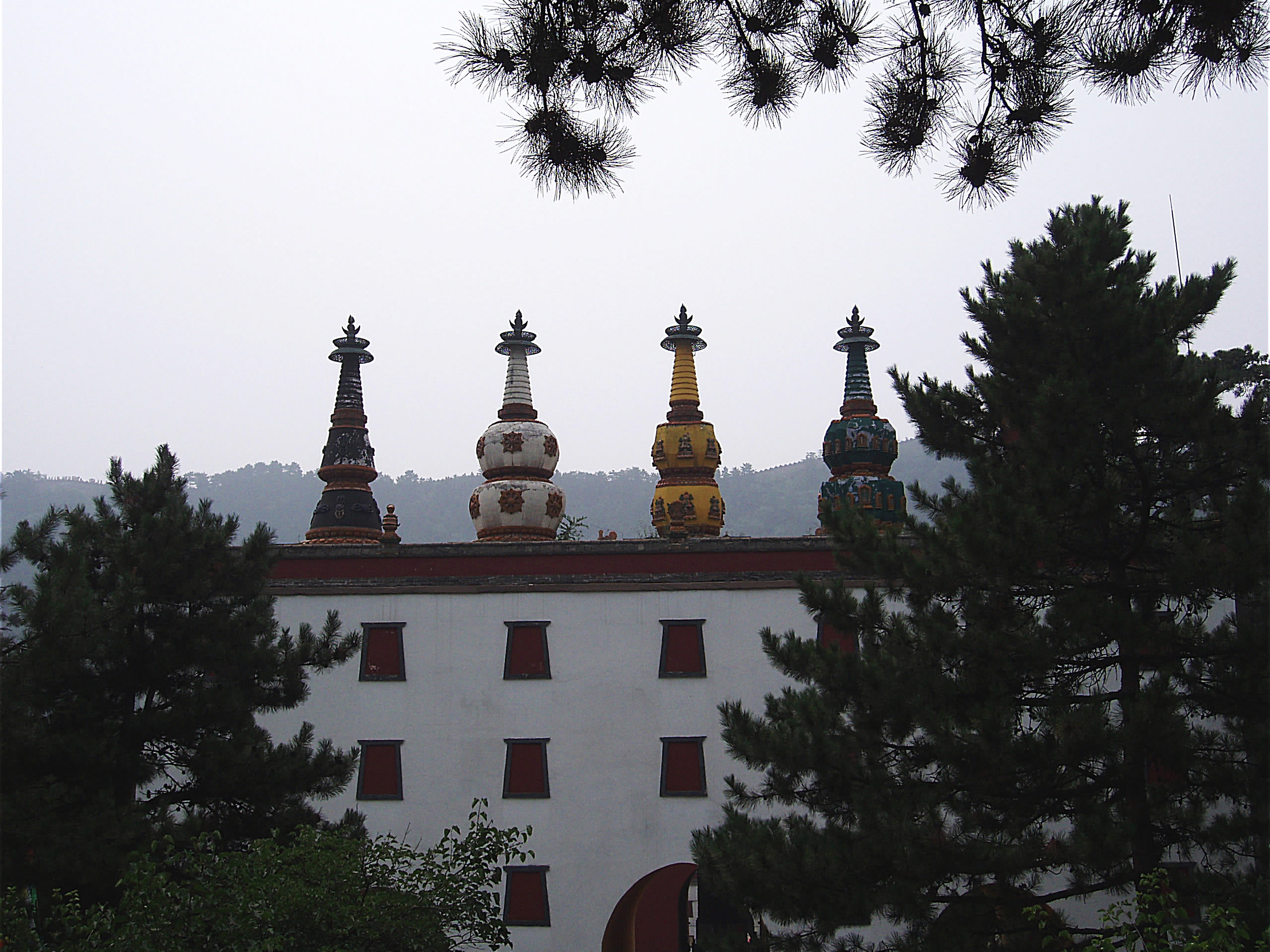
Porte des Cinq Pagodes
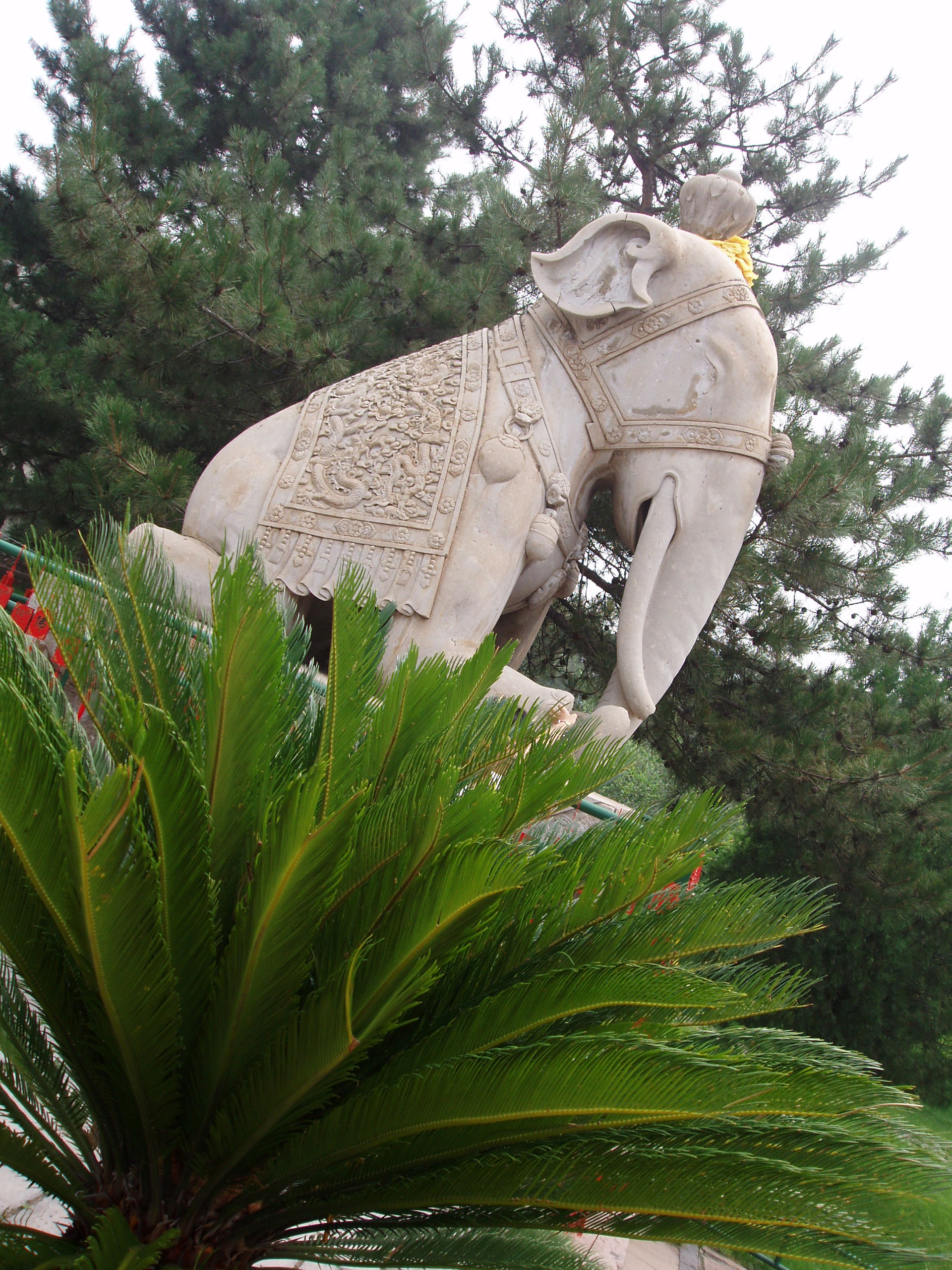
Statue d'éléphant
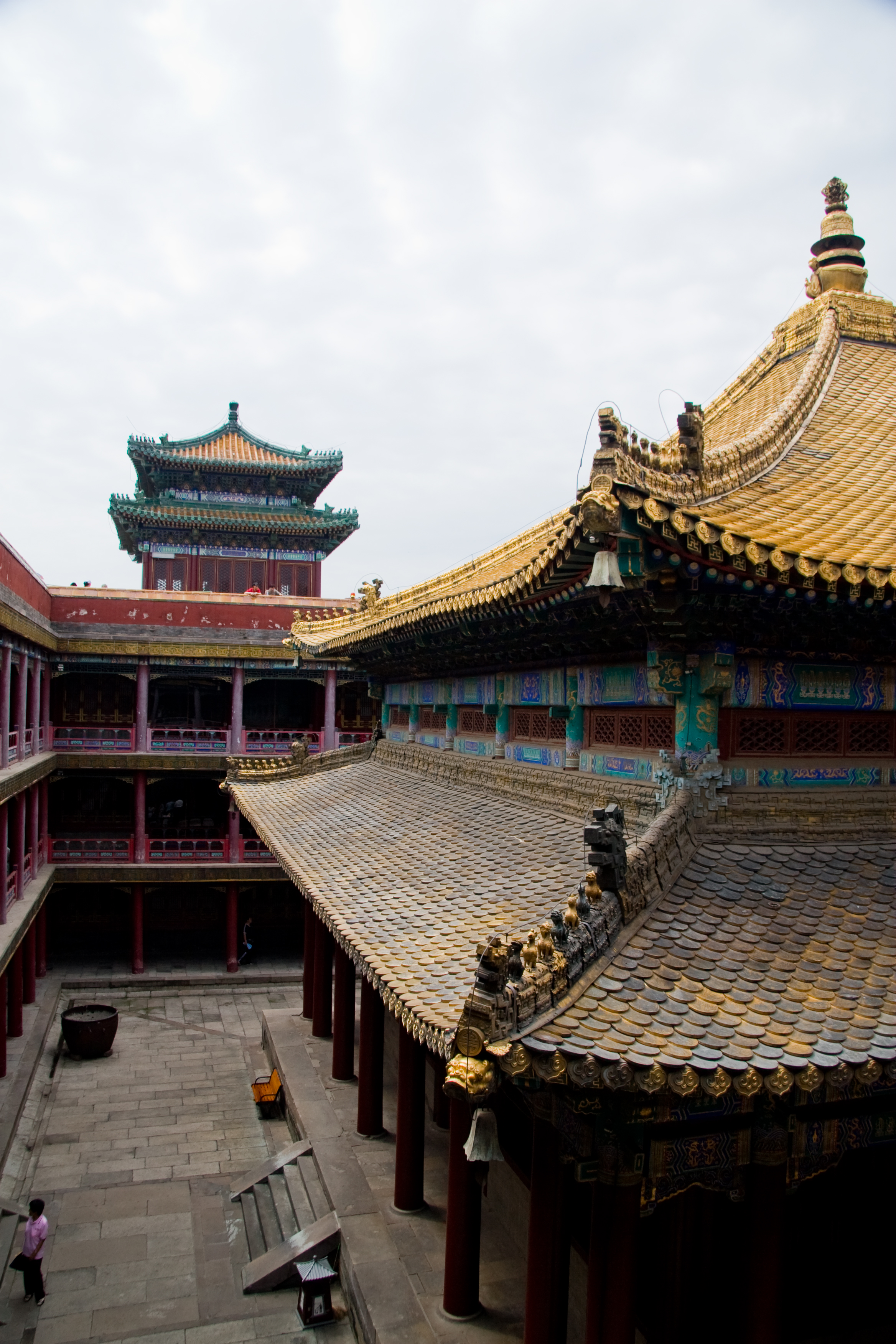
Cour du bâtiment principal
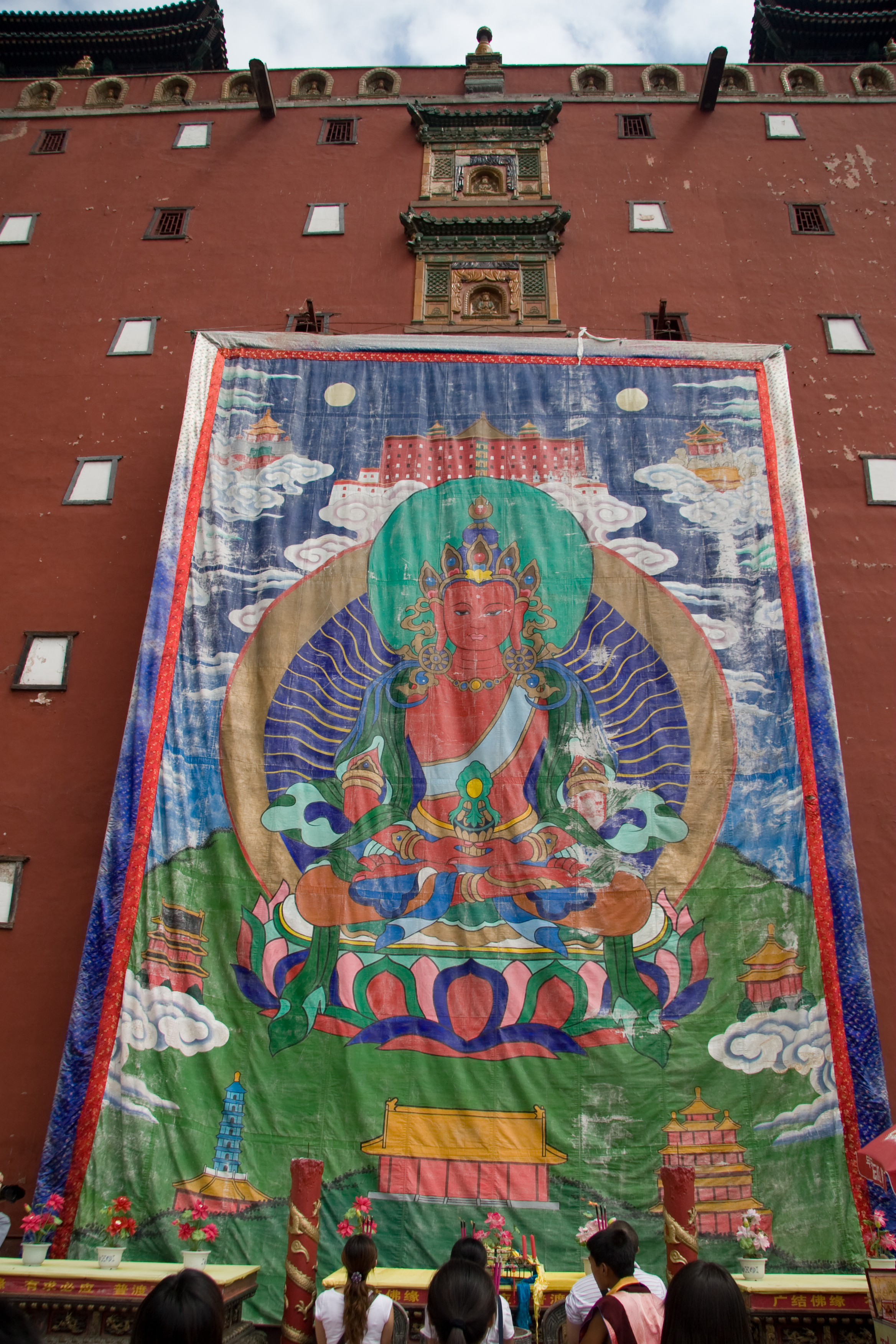
Thangka géant sur le mur aveugle